# Team for the Planet
TFTP, créée en avril 2019, est une holding investissant dans le domaine de la lutte contre le changement climatique en France et à l'étranger, et œuvrant sous la marque  Team for the Planet  (« Une équipe pour la planète ») (anciennement Time for the Planet  (« Il est temps pour la planète »)).
Entreprise à mission, elle se définit comme un mouvement citoyen. Convertie en société en commandite par actions, elle revendique être sans but lucratif pour ses actionnaires, qui ne pourront se partager les éventuels bénéfices générés avant le retour des températures à celle de  l'ère préindustrielle. Ses investissements portent sur des entreprises ou projets d'entreprises susceptibles d'être rentables sans prise de brevet. Les appels de fonds auprès de citoyens et d'entreprises ont rencontré un vif succès, atteignant plus de 15 millions début 2023, avec un objectif affiché d'atteindre un milliard d'euros en 2030.
Condamnée en 2021, elle est contrainte de cesser d'utiliser et d'exploiter la dénomination sociale « Time for the Planet ». Le 19 avril 2023 annonce la nouvelle dénomination « Team for the Planet ».

## Historique

### Statut
La société est créée en avril 2019 sous la forme d'une société par actions simplifiée (SAS) par six entrepreneurs lyonnais,.
En mars 2020, Time for the Planet devient une société en commandite par actions (SCA) :
- Le commandité est une personne morale représentée par la SAS Act for the Planet. Créé le 3 mars 2020, les six fondateurs de TFTP sont les gérants et fondateurs de cette structure[5],[3].
- Les commanditaires sont les citoyens, associations, entreprises ou toutes autres personnes physiques ou morales, qui sont actionnaires de TFTP.

La modification des statuts exige l’accord du commandité et des commanditaires[réf. nécessaire].
Les actionnaires sont consultés et appelés à échanger lors du choix des projets d'investissement.
L'objectif annoncé de la société à horizon 2030 est la levée d'un milliard d'euros dans le but de financer et déployer 100 innovations pour lutter contre les gaz à effet de serre.
La société se présente comme étant sans but lucratif, puisqu'elle-même « et ses actionnaires renoncent au partage des profits générés », « aucun dividende financier n'étant versé tant que l'augmentation des températures ne sera pas revenue à +0 degré par rapport à l'ère préindustrielle  » et  « ambitionne d’être un outil d’investissement citoyen à but non lucratif pour le climat ».
Certaines règles ont été définies statutairement :
- aucun dividende financier ne sera versé avant que le problème du réchauffement climatique soit résolu[1],[9] (section "Affectation et répartition des bénéfices" des statuts[10]) ;
- la rémunération d’un gérant, fixe et variable compris, est limitée statutairement à 4 fois le montant brut du SMIC[réf. nécessaire](Section "Rémunération de la gérance" des statuts[10]) ;
- « La Société agira dans le but de rendre toutes innovations accessibles et sous licence libre afin de diffuser le plus rapidement et mondialement toutes les inventions » (Section "Raison d'être - mission" des statuts[10]) [11],[12],[13].

### Processus de sélection des investissements
Le processus est composé de plusieurs étapes :
1. Sourcer des innovations pertinentes pour lutter contre le réchauffement climatique.
2. Evaluer ces innovations par des milliers d’évaluateurs actionnaires selon les principaux critères : impact direct, mondial et mesurable sur les gaz à effet de serre, facilité de déploiement en open source, ou encore le potentiel économique.
3. Faire évaluer de nouveau ces critères par un Comité scientifique « composé de 14 experts de différents organismes reconnus dont le CNRS, Negawatt, CEA, INRAE, etc ». Des tests de marché sont également effectués pour s'assurer de la viabilité du projet.
4. Recruter un entrepreneur à succès pour s'assurer que l'innovation se déploie rapidement. Son rôle est de trouver le modèle économique le plus efficace.
5. Voter en Assemblée Générale avec tous les actionnaires la validation de l'investissement[15].
6. Investir dans la société qui portera cette innovation, ou créer une entreprise si elle n'existe pas déjà.
7. Planifier de partager ces innovations en licence libre[11],[12],[13] lorsqu'elles seront arrivées à maturation, pour leur permettre de se déployer le plus rapidement possible face au réchauffement climatique.

En juillet 2022, cinq innovations sont déjà financées,. Quelques exemples :
- l'olivine, un minéral naturel qui permettrait de capter du CO2 lorsqu'on le répand en guise de sable fin sur de grandes étendues de plage (1,5 million € investis). Le projet est porté par Carbon Time ;
- Une solution de climatisation qui utilise de l'eau comme fluide réfrigérant. (350 000 € investis). Le projet est porté par la société Leviathan Dynamics ;
- un cerf-volant qui permet de tracter des bateaux de marine marchande pour réduire la consommation de carburant (1 million €). L'innovateur qui porte ce projet est le navigateur Yves Parlier[9] au sein de la société Beyond the Sea.

### Innovations financées & entreprises créées
- Geev : plateforme de dons entre particulier[16]
- Midiple : offre de mobilité active, rapide (45km/h) et autonome[17],[18]
- Seaturns : système de production d'énergie grâce aux vagues[19]
- Arekon Energy : pompe à chaleur innovante[20]
- Monomeris : recyclage de plastiques complexes. Anciennement Crymirotech[21]
- Air booster : décarbonation des bâtiments[22]
- Entent : valorisant des déchets thermiques[23]
- Elow : application de gestion de consommation électrique[24]
- Cool Roof France : solution low-tech anti-chaleur pour toiture[25]
- Shyva : production d'hydrogène vert[26]
- Beyond The Sea : systèmes de traction de navires par kite[27]
- Carbon Time : transformation du CO2 en sédiment[26]
- Leviation Dynamics : système de climatisation fonctionnant avec de l’eau[26],[28]

## Finance et soutiens

### Levées de fonds
| Année        | Nombre d'associés | Levées cumulées |
| ------------ | ----------------- | --------------- |
| juillet 2020 | 1 800             | 475 000 €       |
| fin 2020     | 5 000             | 1 000 000 €     |
| janvier 2021 | 11 000            | 1 700 000 €     |
| mai 2021     | 21 000            | 4 000 000 €     |
| août 2022    | 57 000            | 11 238 585 €    |
| janvier 2023 | 105 179           | 15 244 349 €    |

La société estime lever ces fonds à 60 % auprès de citoyens et 40 % auprès d’entreprises.
La société projette de lever un milliard d'euros d'ici 2030.

### Comptes annuels
L'entreprise est en perte en 2020, à hauteur de 159 K€.

### Soutien de personnalités
Quelques personnalités figurent officiellement parmi les actionnaires : le climatologue Jean Jouzel,, le joueur de tennis Jo-Wilfried Tsonga, le vice-président de France Angels, Gilles Assolant,, l'ancien président de l’Olympique lyonnais Jean-Michel Aulas, et le président du Groupe LDLC, Laurent Villemonte de la Clergerie.

### Soutien caritatif
TFTP a été sélectionnée pour être l'une des cinq organisations bénéficiaires des dons de l'édition 2022 du Z Event par un vote du public en ligne, un mode de désignation décidé par l'organisateur de l'événement Adrien Nougaret (ZeratoR), à l'issue d'une polémique concernant l'association initialement choisie : la fondation GoodPlanet,. Toutefois, n'étant pas une association, et pour des raisons de montages financiers, elle ne recevra finalement aucun fonds, mais a tout de même souhaité participer à l'événement.

### Soutien gouvernemental
En mai 2024, l'état français annonce entrer au capital de TFTP à hauteur de 4,9 millions d'euros par l'intermédiaire de l'ADEME. Au delà de l'apport financier important, l'entreprise se félicite du soutien ainsi apporté  à son modèle par Christophe Béchu, alors ministre de la Transition écologique.

## Implantations
En avril 2019, son siège est créé à Lyon.

## Fondateurs
Les six fondateurs sont également des entrepreneurs:
- Mehdi Coly, dirigeant de Automate.me
- Denis Galha Garcia, dirigeant de Vert de Mousse
- Nicolas Sabatier, dirigeant de Houblon du Moulin
- Coline Debayle, dirigeante de Artips
- Arthur Auboeuf, dirigeant de Brain Box
- Laurent Morel, dirigeant de Eurêka

Les gérants de la société TFTP sont 2 des cofondateurs : Nicolas Sabatier et Mehdi Coly.

## Œuvre
- Manifeste de la création de TFTP, Pisser sous la douche ne suffira pas, mai 2021  (ISBN 978-2-493071-00-2)[44]

## Condamnation
Le 15 décembre 2021, la société Time for the Planet est condamnée par la cour d’appel de Lyon à cesser d'utiliser et d'exploiter sa dénomination sociale, celle-ci étant jugée trop proche de la dénomination et de la marque antérieure de la société Time To Planet.
Déjà condamnée en première instance, Time for the Planet est également condamnée en appel à « cesser immédiatement d’utiliser sa marque et sa dénomination sociale et à faire disparaître toute publication, ouvrage, publicité en France et dans le monde entier, avec des dommages et intérêts de 11 000 euros et 1 000 euros par jour de retard d’exécution à compter d’un délai de 15 jours de la signification, soit à partir du 1er janvier 2022 ».
Selon Léa Delpont, du quotidien Les Échos, Time for the Planet s'appelle TFTP début 2022, une abréviation que la journaliste qualifie de « risquée, d'autant plus que les entrepreneurs lyonnais persistent et signent sur l'utilisation libre et entière de la formule complète sur le site et les réseaux sociaux, au motif que la marque ne serait pas concernée ».